# Château de Chenon
Le château de Chenon est situé sur la commune de Chenon, en Charente où il surplombe le cours de la Charente.

## Historique
Chenon a appartenu à la famille Dexmier depuis le XVe siècle et dépendait de la baronnie de Verteuil. Le premier texte existant est de 1458 quand Louis Dexmier rend hommage à Guy de la Rochefoucauld.
Alexandre Dexmier, protestant sera un compagnon d'Henri IV.
Le logis restera dans la famille Dexmier jusqu'au milieu du XXe siècle.

## Architecture

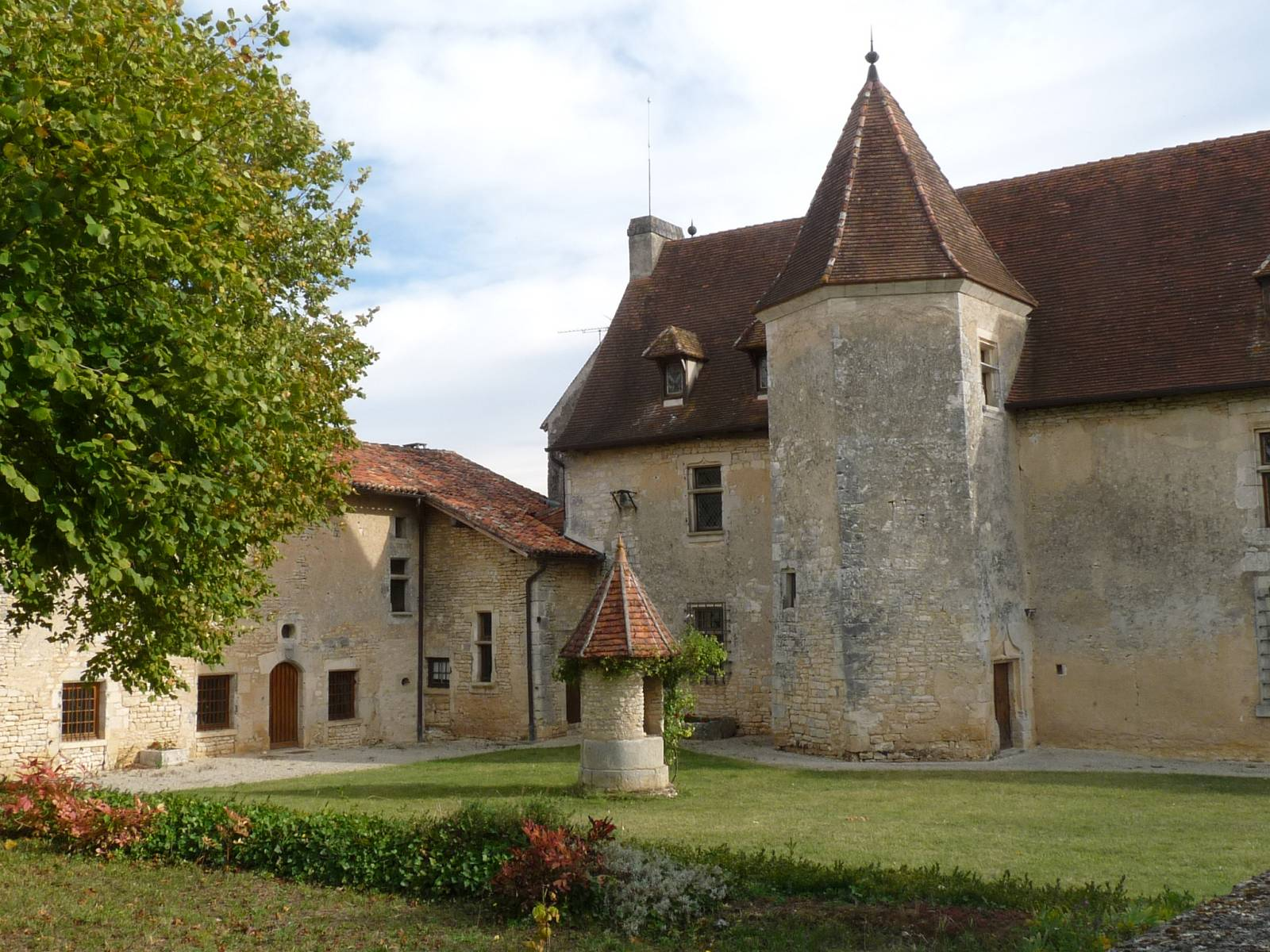
La cour et la tourelle polygonale.

Le château de Chenon, a été construit au XVe siècle. Le corps de logis possède deux tours rondes, à son angle nord-ouest une tour ronde arasée qui semble bien antérieure au logis et au nord une tour ronde coiffée d'une toiture en poivrière. L'escalier à vis est à l'intérieur d'une tourelle polygonale située au tiers de la façade côté cour. Les fenêtres sont ornées de moulurations à nervure. Le toit à deux pans couvert de tuiles est percé de petites lucarnes.
Le bâtiment en retour est percé d'ouvertures à meneaux attestant son origine médiévale. Il a été remanié au XVIIe siècle. D'autres bâtiments ont disparu.
La chapelle romane du château est devenue l'église paroissiale.
Le château (le corps de logis flanqué de ses deux tours) a été inscrit  monument historique par arrêté du 16 décembre 1987.